# Малая Хойяха (приток Танопчи)
Малая Хойяха (устар. Малая Хой-Яха или Лойлытыёган) — река в Приуральском районе Ямало-Ненецкого автономного округа. Устье реки находится на 6-м км по левому берегу реки Танопчи. Длина реки составляет 44 км.

## Данные водного реестра
По данным государственного водного реестра России относится к Нижнеобскому бассейновому округу, водохозяйственный участок реки — Обь от впадения реки Северная Сосьва до города Салехард, речной подбассейн реки — бассейны притоков Оби ниже впадения Северной Сосьвы. Речной бассейн реки — (Нижняя) Обь от впадения Иртыша.